# Gärdefjärden
Gärdefjärden är en sjö i Skellefteå kommun i Västerbotten och ingår i Mångbyåns huvudavrinningsområde. Geologiskt har den bildats genom att landhöjningen förvandlat den tidigare havsviken till en havsnära sjö. Sjön har en area på 4,46 kvadratkilometer och ligger 3 meter över havet. Gärdefjärden ligger i Gärdefjärden Natura 2000-område. Sjön avvattnas av vattendraget Mångbyån.

## Historik
1915 drabbades sjön av en naturskapad förgiftning som ledde till att mört, abborre, brax och andra fiskar flydde till omgivande havsvikar och vattendrag. Förgiftningen berodde på att sjön året innan haft mycket lågt vattenstånd, vilket i sin tur ledde till att det naturligt svavelhaltiga torrlagda bottensedimentet oxiderades till lättlösliga och giftiga salter. Då vattenståndet ökade igen 1915 löstes dessa giftiga salter ut i vattnet. Det tog fem år innan fiskarna hade återvänt.

## Delavrinningsområde
Gärdefjärden ingår i det delavrinningsområde (715369-176694) som SMHI kallar för Utloppet av Gärdefjärden. Medelhöjden är 16 meter över havet och ytan är 19,05 kvadratkilometer. Räknas de 23 avrinningsområdena uppströms in blir den ackumulerade arean 197,15 kvadratkilometer. Avrinningsområdets utflöde Mångbyån mynnar i havet. Avrinningsområdet består mestadels av skog (48 procent) och jordbruk (14 procent). Avrinningsområdet har 4,39 kvadratkilometer vattenytor vilket ger det en sjöprocent på 23 procent. Bebyggelsen i området täcker en yta av 0,21 kvadratkilometer eller 1 procent av avrinningsområdet.